# Herb gminy Turośń Kościelna
Herb gminy Turośń Kościelna – jeden z symboli gminy Turośń Kościelna, ustanowiony 1 września 1999.

## Wygląd i symbolika
Herb przedstawia na tarczy koloru czerwonego dwa złote półksiężyce zwrócone do siebie bokami, a między nimi srebrny krzyż (symbole te pochodzą z herbu Ostoja). Poniżej umieszczono kwiat grzybienia białego.